# Luciano Teixeira
Luciano Teixeira est un footballeur bissaoguinéen, né le 10 octobre 1993 à Bissau en Guinée-Bissau. Il évolue comme milieu défensif  au GD Chaves.

## Biographie
Le 11 août 2012, Luciano Teixeira fait ses débuts avec le SL Benfica B en Segunda Liga 2012-13 contre le SC Braga B (en) où il joue 72 minutes en tant que milieu de terrain défensif et marque un but contre son camp à la 63e minute. Finalement il aura joué 33 matchs pour 0 buts en 1 saison de championnat.
Il signe au FC Metz durant l'été 2013.